# Salvatore Greco "l'ingegnere"
Salvatore Greco, (Ciaculli, 12 de mayo de 1924 – desconocido) también conocido como "l'ingegnere" (el ingeniero) o "Totò il lungo"  fue un poderoso miembro de la Mafia siciliana. Era el hijo de Pietro Greco que fue asesinado durante una lucha interna entre las facciones del clan mafioso Greco de Ciaculli y Croceverde Giardini en 1946. Su primo Salvatore "Ciaschiteddu" Greco fue el primer ‘secretario’ de la Comisión.

## Posición en la Mafia
Salvatore Greco "l'ingegnere" es uno de los mafiosos más enigmáticos de la Cosa Nostra siciliana. Se le describió como la "eminencia gris de toda la organización, el que llevaba las riendas, ya fuera en cuanto a la eliminación de enemigos como en las decisiones estratégicas para mover las drogas."." Se unió a la logia masónica Garibaldi de Palermo en 1946.
El juez Cesare Terranova, quien investigó y acusó a los Greco en la década de 1960 (cuando ya estaban en libertad), le describió como una figura central en el contrabando internacional de cigarrillos y las redes de contrabando de heroína. viajaba constantemente a Marsella, Tánger, Gibraltar, Malta, Milán y Génova, todos ellas plazas cruciales en el circuito internacional del Mediterráneo. En 1952, el nombre del "ingegnere" fue relacionado con el tráfico de heroína cuando una carga de seis kilos enviada por Frank Coppola le fue interceptada en Alcamo. Los Greco eran dueños de barcos clandestinos que cambiaban de nombre constantemente.

## Primera guerra de la mafia
Los primos Greco fueron protagonistas en la Primera guerra de la mafia entre clanes rivales de Palermo  por el control de las rentables oportunidades provocadas por el rápido crecimiento urbano y el comercio ilícito de heroína en América del Norte. El conflicto fue provocado por una disputa de un cargamento de heroína y por el asesinato de  Calcedonio Di Pisa  – aliado de los Greco – en diciembre de 1962. Los Greco sospechaban de los hermanos Salvatore y Angelo La Barbera como causantes de su muerte.
El 30 de junio de 1963 un coche bomba explotó cerca de la casa de los Greco en Ciaculli, matando a siete policías y militares enviados para desactivarla después de una llamada telefónica anónima. Es la llamada Masacre de Ciaculli, cuya indignación cambió lo que hasta entonces había sido una guerra entre clanes de la mafia en una guerra contra la mafia. Ello llevó a que aparecieran los primeros indicios de lucha contra la mafia por parte del Estado. La Comisión fue disuelta y muchos de los mafiosos que habían escapado del arresto huyeron al extranjero.

## Fugitivo
La represión causada por la masacre de Ciaculli descolocó el normal devenir del tráfico de heroína siciliana a los Estados Unidos. Los mafiosos fueron arrestados y encarcelados. El control sobre el comercio cayó en manos de unos pocos fugitivos: los primos Greco, Pietro Davì, Tommaso Buscetta y Gaetano Badalamenti.
Salvatore "El Ingeniero"  fue condenado a 10 años en el proceso de Catanzaro de 1968, pero como había estado prófugo desde 1963, no pisaron nunca la cárcel. La Interpol creía que se encontraba en el Líbano, donde controlaba una parte de los canales de tráfico internacional. Otras fuentes dicen que se trasladó a Venezuela.  De los dos primos, "el ingeniero", fue el más hábil y poderoso, según la Interpol y el Federal Bureau of Narcotics (FBN). En 1973 recibieron el plazo máximo de cinco años de exilio interno a la remota isla de Asinara, pero nunca aparecieron para cumplir la sentencia.
La hermana de "el ingeniero", Girolama Greco, está casada con Antonio Salamone de la mafia de San Giuseppe Jato. De acuerdo con el jefe de la mafia Giuseppe Guttadauro – durante una "lección" sobre la historia de la Mafia escuchó de la policía– que Greco aún estaba vivo en 2001.